# Lijst van voetbalinterlands Kenia - Namibië
Deze lijst van voetbalinterlands is een overzicht van alle officiële voetbalwedstrijden tussen de nationale teams van Kenia en Namibië. De landen speelden tot op heden acht keer tegen elkaar. De eerste ontmoeting was een kwalificatiewedstrijd voor de Afrika Cup 1998 op 5 oktober 1996 in Windhoek. Het laatste duel, een kwalificatiewedstrijd voor de Afrika Cup 2025, werd gespeeld in Polokwane (Zuid-Afrika) op 19 november 2024.

## Wedstrijden
| № | Plaats       | Datum             | Competitie                   | Wedstrijd       | Uitslag |
| - | ------------ | ----------------- | ---------------------------- | --------------- | ------- |
| 1 | Windhoek     | 5 oktober 1996    | Afrika Cup 1998 kwalificatie | Namibië − Kenia | 1 − 0   |
| 2 | Nairobi      | 22 juni 1997      | Afrika Cup 1998 kwalificatie | Kenia − Namibië | 0 − 1   |
| 3 | Windhoek     | 31 mei 2008       | WK 2010 kwalificatie         | Namibië − Kenia | 2 − 1   |
| 4 | Nairobi      | 6 september 2008  | WK 2010 kwalificatie         | Kenia − Namibië | 1 − 0   |
| 5 | Windhoek     | 9 juni 2012       | WK 2014 kwalificatie         | Namibië − Kenia | 1 − 0   |
| 6 | Nairobi      | 8 september 2013  | WK 2014 kwalificatie         | Kenia − Namibië | 1 − 0   |
| 7 | Johannesburg | 10 september 2024 | Afrika Cup 2025 kwalificatie | Namibië − Kenia | 1 − 2   |
| 8 | Polokwane    | 19 november 2024  | Afrika Cup 2025 kwalificatie | Kenia − Namibië | 0 − 0   |

## Samenvatting
| Competitie              | Totaal gespeeld | Winst Kenia | Gelijk | Winst Namibië | Doelsaldo Kenia – Namibië |
| ----------------------- | --------------- | ----------- | ------ | ------------- | ------------------------- |
| WK-kwalificatie         | 4               | 2           | 0      | 2             | 3 − 3                     |
| Afrika Cup-kwalificatie | 4               | 1           | 1      | 2             | 2 − 3                     |
| Totaal                  | 8               | 3           | 1      | 4             | 5 − 6                     |

KFF · Selecties · Keniaans vrouwenelftal
1926 – 1939 · 
1940 – 1949 · 
1950 – 1959 · 
1960 – 1969 · 
1970 – 1979 · 
1980 – 1989 · 
1990 – 1999 · 
2000 – 2009 · 
2010 – 2019 ·
2020 − 2029
Algerije ·
Angola ·
Australië ·
Bahrein ·
Botswana ·
Burkina Faso ·
Burundi ·
Centraal-Afrikaanse Republiek ·
China ·
Comoren ·
Congo-Brazzaville ·
Congo-Kinshasa ·
Djibouti ·
Egypte ·
Equatoriaal-Guinea ·
Eritrea ·
Ethiopië ·
Gabon ·
Gambia ·
Ghana ·
Guinee ·
Guinee-Bissau ·
India ·
Indonesië ·
Irak ·
Iran ·
Ivoorkust ·
Jemen ·
Jordanië ·
Kaapverdië ·
Kameroen ·
Koeweit ·
Lesotho ·
Liberia ·
Libië ·
Madagaskar ·
Malawi ·
Maleisië ·
Mali ·
Marokko ·
Mauritanië ·
Mauritius ·
Mozambique ·
Namibië ·
Nieuw-Zeeland ·
Nigeria ·
Oeganda ·
Oman ·
Pakistan ·
Qatar ·
Rusland ·
Rwanda ·
Senegal ·
Seychellen ·
Sierra Leone ·
Soedan ·
Somalië ·
Swaziland ·
Taiwan ·
Tanzania ·
Thailand ·
Togo ·
Trinidad en Tobago ·
Tunesië ·
Verenigde Arabische Emiraten ·
Zambia ·
Zimbabwe ·
Zuid-Afrika ·
Zuid-Korea ·
Zuid-Soedan ·
Zwitserland
NFA · 
Namibisch vrouwenelftal
1990 – 1999 ·
2000 – 2009 ·
2010 – 2019 ·
2020 − 2029
1990 · 
1991 · 
1992 · 
1993 · 
1994 · 
1995 · 
1996 · 
1997 · 
1998 · 
1999 · 
2000 · 
2001 · 
2002 · 
2003 · 
2004 · 
2005 · 
2006 · 
2007 · 
2008 · 
2009 · 
2010 · 
2011 · 
2012 · 
2013 · 
2014 ·
2015 ·
2016 ·
2017 ·
2018 ·
2019 ·
2020 ·
2021 ·
2022 ·
2023
Algerije ·
Angola ·
Benin ·
Botswana ·
Burkina Faso ·
Burundi ·
Comoren ·
Congo-Brazzaville ·
Congo-Kinshasa ·
Djibouti ·
Egypte ·
Equatoriaal-Guinea ·
Eritrea ·
Ethiopië ·
Gabon ·
Gambia ·
Ghana ·
Guinee ·
Guinee-Bissau ·
India ·
Ivoorkust ·
Kameroen ·
Kenia ·
Lesotho ·
Libanon ·
Liberia ·
Libië ·
Madagaskar ·
Malawi ·
Mali ·
Marokko ·
Mauritius ·
Mozambique ·
Niger ·
Nigeria ·
Oeganda ·
Rwanda ·
Saoedi-Arabië ·
Sao Tomé en Principe ·
Senegal ·
Seychellen ·
Swaziland ·
Tanzania ·
Togo ·
Tsjaad ·
Tunesië ·
Zambia ·
Zimbabwe ·
Zuid-Afrika